# Herr von Pepinster und sein Popanz
Herr von Pepinster und sein Popanz ist eine literarische Geschichte von Oscar A. H. Schmitz. Im Plot dreht es sich um den besagten Herrn von Pepinster, der im Verlauf der Geschichte mit einem Gespenst namens Lynx die Rollen tauscht und schließlich als Vogelscheuche (Popanz) auf dem Feld steht.

## Zusammenfassung
Am Anfang der Geschichte begegnet uns, in einer nebligen Nacht, Lynx, ein scheues und hungriges Gespenst, das auf der Suche nach einer Gelegenheit ist, sich an den Seelen unachtsamer, schwacher oder verwirrter Menschen zu laben. Es kommen verschiedene Passanten vorbei, die aber alle keine Nahrung bieten. Am Wegrand in einem Feld sieht Lynx eine Gestalt, die er sofort in Besitz nimmt. Er wundert sich über den Mangel an Gegenwehr, erfreut sich aber an den Resten von Lebensenergie und Lust, die in den Kleidern der Gestalt stecken. Der nächste Morgen: Herr von Pepinster, ein gesetzter, weit gereister Intellektueller kommt auf seine Terrasse und blickt in das nahe liegende Feld. Sein Blick sucht die Vogelscheuche, die er am Vortag hatte aufstellen lassen, findet sie nicht, macht sich aber auch nichts weiter daraus, da er meint, ein Landstreicher hätte die Kleider mitgenommen, die Pepinster selbst aus seinem Schrank ausgesondert hatte. Er fährt in die Stadt, um dort einige Geschäfte zu erledigen, und stößt hier zum ersten Mal mit dem nun körperlich gewordenen Lynx zusammen. Ein gewisser Schauer überkommt Pepinster, aber er hält sich nicht länger mit dem Gedanken auf, dass ihm soeben jemand begegnet ist, der ihm aufs Haar gleicht.
Von hier an begegnet ihm sein Doppelgänger immer wieder, erscheint fortwährend frecher und mutiger. Sogar in das Haus von Pepinsters Freundin verschafft er sich Einlass, alles unter dem Vorwand, Pepinster selbst zu sein. Der "echte" Herr von Pepinster hingegen spürt seine Kräfte schwinden, versucht dem aber mit einem Kaffee zu begegnen. In einem heruntergekommenen Café trifft er auf eine Prostituierte, deren Reizen er verfällt. Völlig heruntergekommen, mit zerfetzten und abgetragenen Kleidern schleppt sich Pepinster schließlich abends nach Hause und sieht durch das Fenster, wie sich Lynx in seinem Morgenrock bewirten lässt, ein Buch aufschlägt und schließlich zu Bett geht. Jetzt verlassen auch Pepinster die letzten Kräfte und er geht zum Feld hin, streckt die Arme gen Himmel und wird selbst zur Vogelscheuche. Am Morgen des folgenden Tages kommt Lynx auf die Terrasse des Anwesens, sieht den zum Popanz gewordenen Pepinster und der Erzähler schließt mit dem Hinweis, dass außer den Gespenstern niemand etwas von diesen Vorgängen mitbekommen habe.
(Quelle: Oscar A. H. Schmitz: Herr von Pepinster und sein Popanz. In: Oscar A. H. Schmitz: Herr von Pepinster und sein Popanz. Geschichten vom Doppelleben. München und Leipzig 1915)

## Etymologische Betrachtung
Schmitz erfüllt die Anforderungen seiner Zeit und lässt in seine Erzählung einige der Standardmotive des Expressionismus einfließen. Das Städtische Leben in seiner detailreichen Unübersichtlichkeit steht hier für die unkontrollierten menschlichen Triebe und Lüste, in die der Protagonist mehr oder weniger eintaucht, die ihn aber,  ungeachtet dessen, sehr faszinieren. Nach einer etymologischen Betrachtung der wesentlichen Werksbestandteile lässt sich folgendes feststellen:
Das Wort „Popanz“ entstand aus dem tschechischen Wort "bubák" und bedeutet ursprünglich eine künstlich hergestellte Schreckgestalt, insbesondere eine ausgestopfte Puppe, die als Kinderschreck verwendet wurde. Seit dem 16. Jahrhundert ist das Wort in Deutschland gebräuchlich: Popelmann, Poppelhans (entstanden aus Puppe und Hans). Wenn wir der Popanz für jemanden sind, dann gehorchen wir ihm widerstandslos.
Lynx ist der Fabelname für den Luchs, dessen Eigenschaften noch die Wortverwandtschaft mit „abluchsen“ und  „Augen wie ein Luchs zeigen“. Dass Lynx Pepinster seine Persönlichkeit „abluchst“ kann hier mit Bestimmtheit vertreten werden. Auch die Augen-Symbolik findet sich für das Gespenst wieder: „er sah das stechende Auge des Herrn Lynx auf sich gerichtet“ (PEP, S. 20).
Pepinster wiederum ist eine Gemeinde in der Provinz Lüttich in der Wallonischen Region in Belgien. Eine direkte Verbindung zu diesem Ort lässt sich aber nicht belegen. Schmitz selbst verwendet in seinen Tagebüchern den Begriff „Pepinstern“ für das Abtauchen in eine diffuse, von Lust und Zügellosigkeit geprägte „andere“ Welt. Dass der Autor diesen Begriff in seine Lebenswelt übernommen hat, zeugt von einer biographisch beeinflussten Intention des Textes.
(Siglen: PEP = Oscar A. H. Schmitz: Herr von Pepinster und sein Popanz. In: Oscar A. H. Schmitz: Herr von Pepinster und sein Popanz. Geschichten von Doppelleben. München und Leipzig 1915, S. 2 – 27.)

## Eine Gespenstergeschichte – Gero von Wilpert
Es ist nicht klar definierbar, ob es sich bei „Herr von Pepinster und sein Popanz“ um eine Gespenstergeschichte oder eine Doppelgängergeschichte in der Tradition Fjodor Dostojewskijs handelt. Es finden sich Belege für beide Ausformungen.
Gero von Wilpert hat in seinem Buch „Die deutsche Gespenstergeschichte“ ein Standardwerk zur Analyse dieser Untergattung verfasst. Auch wenn er sich in seinem Werk nicht explizit auf die Entstehungszeit des Pepinster bezieht, ja sie sogar für die klassische Gespenstergeschichte als unwesentlich bezeichnet, so kann seine Nomenklatur doch dazu dienen, den Pepinster auf seine „gespenstischen“ Aspekte hin zu untersuchen. Im Folgenden soll eine knappe Übersicht der von Wilpert geforderten Voraussetzungen für eine Gespenstergeschichte und deren Übereinstimmung mit Schmitz’ Erzählung gegebenen werden.
Zentralmotiv Gespenst
Schmitz führt seine „Gespenstertheorie“ gleich am Beginn ein und führt sie detailliert aus. Es kann also kein Zweifel bestehen, dass das Gespenst „Lynx“ eine zentrale Rolle spielt, zumal es die Funktion eines Hauptcharakters innehat.
Motivation – Erschrecken
Wir finden nicht die klassische Spukszene, bei der sich dem Heimgesuchten die Nackenhaare sträuben. Stattdessen schrickt Pepinster immer wieder aus seinen Träumereien empor, wenn das Gespenst im Raum ist.
Aufbau mit Rahmenhandlung
Eine Rahmenhandlung ist nicht erkennbar. Der Erzähler kommentiert jedoch die Handlungen der Hauptcharaktere und präsentiert das theoretische Grundgerüst der „Pepinsterwelt“. Chronologische Erzählweise ist klar erkennbar.
Gespenstische Atmosphäre
Die Geschichte spielt sich innerhalb eines Tages ab. Die Hauptkonflikte zwischen Pepinster und Lynx finden also zu einer für Gespenster traditionell ungewöhnlichen Zeit statt (Mittag–Nachmittag). Das als abstoßend empfundene Eindringen des Doppelgängers kann aber eventuell den Gespenstereinbruch in die bürgerliche Alltagswelt ersetzen. Dennoch bleibt zu beachten, dass Schmitz seine Gespenstertheorie sehr früh einführt und das Gespenst als Bestandteil der Umwelt definiert.
Beglaubigung durch Autor oder Dritte
Dass die Doppelgänger-/Gespenst-Mischung „Lynx“ wesenhaften Charakter annimmt, indem er den Popanz besetzt, zeugt von seiner greifbaren Existenz. Außerdem interagieren auch andere Personen außer Pepinster mit ihm (Wirtin, Pepinsters Geliebte, Diener), was eine Erklärung als Hirngespinst ausschließt.
(Quelle: Wilpert, Gero von: Die deutsche Gespenstergeschichte. Motiv – Form – Entwicklung. Stuttgart 1994.)

## Eine Doppelgängergeschichte – Otto Rank
Der Psychoanalytiker Otto Rank hat in seinem Aufsatz „Der Doppelgänger – eine psychoanalytische Studie“ einen Grundriss für die Doppelgängergeschichte erschaffen. Er bezieht sich auf diverse Werke namhafter, internationaler Autoren, um die Gemeinsamkeiten und Unterschiede zwischen den Werken, im Hinblick auf den Autor aufzuzeigen. Dieses Werk soll hier als Schablone dienen, mit der die Doppelgänger-Aspekte Schmitz’ Erzählung systematisch benannt werden können.
Ausgehend von einer Schutzgeistsymbolik hat sich der Doppelgänger (ebenso wie der Schatten) zu einem erschreckenden Verfolger gewandelt. Besonders in der christlichen Forderung, nach einer individuellen Seele, deutet ein Doppelgänger den eigenen Tod voraus; in abgeschwächter Form auch Krankheit, oder Wahnsinn. Nach Homer wohnt in jedem Menschen ein „Abbild, welches frei wird erst im Tode.“ – Ein schwächerer Doppelgänger also. Dessen Reich sind die Träume (triebhafte Bereiche des Unterbewussten).
Für die Doppelgängergeschichte können deshalb unter anderem folgende Kriterien gelten:
- Dem Doppelgänger wird Feindseligkeit entgegengebracht.
- Der Doppelgänger besitzt konträre Eigenschaften zu seinem Ebenbild.
- Der Doppelgänger ist Vorzeichen für ein negatives Schicksal.
- Der Doppelgänger kann als sichtbar gewordene Abspaltung des Ich’s angesehen werden.
- Diese können auch als leibhaftige Figuren physische Gestalt annehmen.
- Der Doppelgänger wird mit dem „Original“ verwechselt.
- Der Doppelgänger „ersetzt“ das Original.

Sowohl die Gespenstergeschichte, als auch die Doppelgängergeschichte lassen sich werkspezifisch voneinander abgrenzen. Verschiedene Autoren haben allerdings sowohl Doppelgänger-, als auch Gespensteraspekte in ihre Erzählungen einfließen lassen. Im vorliegenden Fall scheint Schmitz eine Balance zwischen den beiden „Gattungen“ erwirkt zu haben.